# Bluesberry
Bluesberry je bluesová kapela založená založená v roce 1971 zpěvákem, harmonikářem, kytaristou a skladatelem Petarem Introvičem, který byl jejím lídrem do své osudové nehody.
Bluesberry hrají nejen skladby světových mistrů, ale i průřez svého více než pětačtyřicetiletého repertoáru, kde zazní jak klasické lidové blues, tak funky i rockovější skladby v rytmu veselém a radostném.

## Diskografie
- EP Bluesberry (edice Cesty) (1985)
- LP/CD Bluesberry (1987)
- LP/CD Pocem moje stará (1990)
- CD Já to platím (1995)
- CD Malostranská beseda live – 25 let (1997)
- CD Josefína (2000)
- CD Co je to blues (2003)
- CD Blues je třeba (2008)
- DVD A tak jdou roky bluesový... 40 let (2011)
- CD A tak jdou roky bluesový... 40 let (2014)
- 2CD Bluesberry 1982–1984 (2016)
- 2CD Bluesberry 45 let – live + hosté (2016)